# Abborrtjärnen (Östmarks socken, Värmland, söder om Abborrtjärnsbergs naturreservat)
Abborrtjärnen är en sjö i Torsby kommun i Värmland och ingår i Göta älvs huvudavrinningsområde. Sjön har en area på 0,0462 kvadratkilometer och ligger 382,1 meter över havet.

## Delavrinningsområde
Abborrtjärnen ingår i det delavrinningsområde (670108-132280) som SMHI kallar för Utloppet av Röjden. Medelhöjden är 366 meter över havet och ytan är 109,64 kvadratkilometer. Räknas de 3 avrinningsområdena uppströms in blir den ackumulerade arean 276,16 kvadratkilometer. Röjdan som avvattnar avrinningsområdet har biflödesordning 3, vilket innebär att vattnet flödar genom totalt 3 vattendrag innan det når havet efter 397 kilometer. Avrinningsområdet består mestadels av skog (65 procent) och öppen mark (15 procent). Avrinningsområdet har 15,99 kvadratkilometer vattenytor vilket ger det en sjöprocent på 14,6 procent.